# Ohrazenice (ort i Tjeckien, Mellersta Böhmen)
Ohrazenice är en ort i Tjeckien.   Den ligger i regionen Mellersta Böhmen, i den centrala delen av landet, 50 km sydväst om huvudstaden Prag. Ohrazenice ligger 407 meter över havet och antalet invånare är 227.
Terrängen runt Ohrazenice är kuperad söderut, men norrut är den platt. Runt Ohrazenice är det ganska glesbefolkat, med 38 invånare per kvadratkilometer. Närmaste större samhälle är Příbram, 11,4 km söder om Ohrazenice. I omgivningarna runt Ohrazenice växer i huvudsak blandskog.